# Канон (музика)
Вижте пояснителната страница за други значения на Канон.
Канон от старогръцки κανών „правило“. Има два вида музикални канони. Първият е вид техника в многогласната музика, при която всички гласове изпълняват една и съща мелодия, но встъпват един след друг на равни интервали от време. Произведенията, написани изцяло с тази техника, също носят названието канон.
Вторият вид канон е една от най-популярните химнографски форми във византийската музика, възникнала през първата половина на 8 век. Канонът се състои от девет песни, всяка от които е съставена от различен брой тропари. Първият се нарича ирмос, което е предпоставка за богатството на цялата композиция. Ирмосите са събрани в книга, наречена „Ирмолог“.